# Edgar Rai
Edgar Rai (* 1967 in Hessen) ist ein deutscher Schriftsteller und Übersetzer.

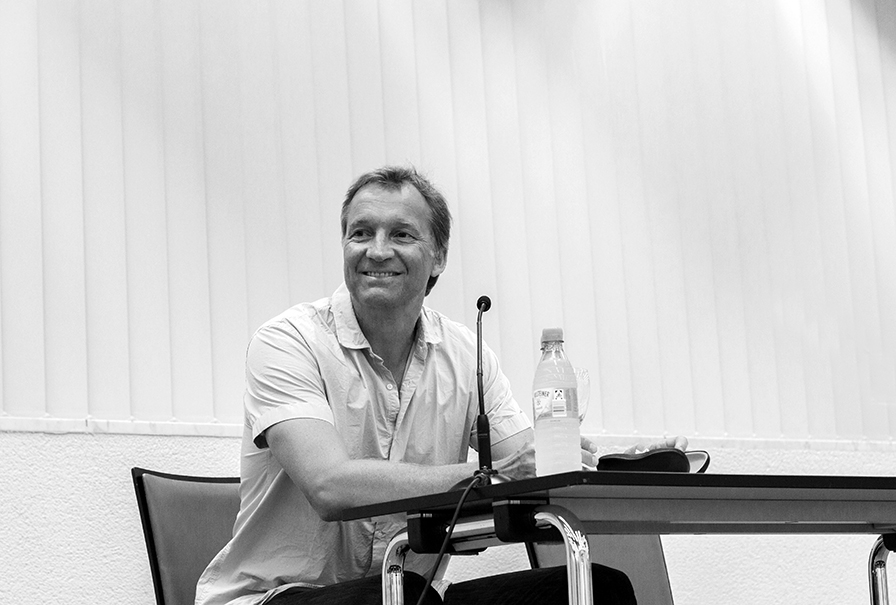
Edgar Rai las am 23. August 2016 in der Stadtbibliothek Düsseldorf aus seinem Roman „Etwas bleibt immer“.

## Leben
Rai wurde im hessischen Hinterland geboren und machte in Marburg sein Abitur. Er studierte Musikwissenschaften und Anglistik in Marburg und Berlin. Von 2003 bis 2008 lehrte er als Dozent für kreatives Schreiben an der FU-Berlin. Seit 2001 arbeitet er als freier Autor, zu seinen Werken gehören sowohl Romane als auch Sachbücher.
Unter dem Pseudonym Leon Morell veröffentlichte er 2013 den Roman Der sixtinische Himmel.
Zusammen mit Hans Rath schrieb Rai die Kriminalromane der Bullenbrüder-Reihe: Hauptfiguren sind Kriminalkommissar Holger Brinks und sein als Privatdetektiv tätiger Bruder Charlie. Die Autoren Rai und Rath veröffentlichten außerdem unter dem Pseudonym Moritz Matthies mehrere Romane. Zu diesen zählen die Bücher einer Krimi-Reihe, in der die Erdmännchen Rufus und Ray die zentralen Charaktere sind.
Rai lebt seit 1988 in Berlin. Er ist dort seit 2012 Mitinhaber einer Buchhandlung.

## Auszeichnungen
- 2010 LovelyBooks Leserpreis in der Kategorie Hörbuch für Nächsten Sommer

## Werke

### Als Edgar Rai
- Ramazotti. Roman. Aufbau Verlag, Berlin 2001, ISBN 3-7466-1739-1.
- Wahlverwandtschaften: Telefongeschichten von David Wagner, Tanja, Dückers, Maike Wetzel u.a. Anthologie. Aufbau Verlag, Berlin 2002, ISBN 3-351-02933-0.
- Looping. Roman. Aufbau Verlag, Berlin 2002, ISBN 3-7466-1871-1.
- Homer für Eilige. Sachbuch. Aufbau Verlag, Berlin 2002, ISBN 3-7466-1899-1.
- Am Ende der Welt. Kurzgeschichte. 2003.
- Tor zum Himmel. Roman zum Film. Aufbau Verlag, Berlin 2003, ISBN 3-7466-1989-0.
- Die fetten Jahre sind vorbei. Roman nach dem Film von Hans Weingartner. Aufbau Verlag, Berlin  2004, ISBN 3-7466-2094-5.
- Tilla Durieux. Biografie. Parthas Verlag, Berlin 2005, ISBN 3-86601-645-X.
- Vaterliebe. Roman. Ullstein Verlag, Berlin 2008, ISBN 978-3-548-26693-0.
- Salto Rückwärts. Roman. dtv Verlagsgesellschaft, München 2009, ISBN 978-3-423-78240-1.
- Nächsten Sommer. Roman. Kiepenheuer & Witsch, Berlin 2010, ISBN 978-3-378-00696-6.
- Zusammen mit Hans Rath (Schriftsteller): 88 Dinge, die Sie mit Ihrem Kind gemacht haben sollten, bevor es auszieht. Ratgeber. Rowohlt Verlag, Reinbek 2011, ISBN 978-3-644-44071-5.
- Sonnenwende. Roman. Rütten & Loening, Berlin 2011, ISBN 978-3-352-00799-6.
- Wenn nicht, dann jetzt. Roman. Rütten & Loening, Berlin 2012, ISBN 978-3-352-00828-3.
- Die Gottespartitur. Roman. Berlin Verlag, Berlin 2014, ISBN 978-3-8270-1149-7.
- Zusammen mit Cem Gülay: Sunny war gestern. Roman. dtv Verlagsgesellschaft, München 2014, ISBN 978-3-423-74002-9.
- Berlin rund um die Uhr: Weltstadt mit Schnauze. Sachbuch. Gmeiner-Verlag, Meßkirch 2015, ISBN 978-3-8392-1708-5.
- Etwas bleibt immer. Roman. Berlin Verlag, Berlin 2016, ISBN 978-3-8270-1304-0.
- Zusammen mit Kathrin Andres: M.I.A.: Das Schneekind. Roman. Rütten & Loening, Berlin 2017, ISBN 978-3-352-00894-8.
- Zusammen mit Hans Rath: Bullenbrüder. Kriminalroman. Wunderlich Verlag, Reinbek 2017, ISBN 978-3-8052-5104-4.
- Halbschwergewicht. Roman. Piper Verlag, München 2018, ISBN 978-3-492-05885-8.
- Zusammen mit Hans Rath: Bullenbrüder. Tote haben kalte Füße. Kriminalroman. Wunderlich Verlag, Reinbek 2018, ISBN 978-3-644-22351-6.
- Zusammen mit Hans Rath: Bullenbrüder. Tote haben keine Freunde. Kriminalroman. Rowohlt Verlag, Reinbek 2018, ISBN 978-3-499-27211-0.
- Zusammen mit Hans Rath: Bullenbrüder. Tote haben keine Ferien. Kriminalroman. Wunderlich Verlag, Hamburg bei Reinbek 2019, ISBN 978-3-8052-0040-0.
- Im Licht der Zeit . Roman. Piper Verlag, München 2019, ISBN 978-3-492-05886-5.
- Ascona. Roman. Piper Verlag, München 2021, ISBN 978-3-492-07068-3.
- Kiosk, Chaos, Canale Grande. Roman. dtv Verlagsgesellschaft, München 2023, ISBN 978-3-423-44205-3.

### Als Moritz Matthies
- Rufus und Ray-Reihe von Moritz Matthies:
  - Ausgefressen. Scherz Verlag, Frankfurt 2012, ISBN 978-3-651-00026-1. (Hörbuch: Platin, Deutschland: Hörbuch-Award)[9]
  - Voll Speed. Scherz Verlag, Frankfurt 2013, ISBN 978-3-651-00054-4. (Hörbuch: Gold, Deutschland: Hörbuch-Award)
  - Dumm gelaufen. Scherz Verlag, Frankfurt 2014, ISBN 978-3-651-00072-8. (Hörbuch: Gold, Deutschland: Hörbuch-Award)
  - Dickes Fell. Fischer Scherz, Frankfurt 2015, ISBN 978-3-651-02228-7. (Hörbuch: Gold, Deutschland: Hörbuch-Award)
  - Letzte Runde. Fischer Scherz, Frankfurt 2016, ISBN 978-3-651-02448-9. (Hörbuch: Gold, Deutschland: Hörbuch-Award)
  - Der Wald ruft. dtv Verlagsgesellschaft, München 2021, ISBN 978-3-423-21957-0.
  - Da ist was im Busch. dtv Verlagsgesellschaft, München 2022, ISBN 978-3-423-22005-7.
  - Schiffe versenken. dtv Verlagsgesellschaft, München 2023, ISBN 978-3-423-22058-3.
  - Arsch voll Geld. dtv Verlagsgesellschaft, München 2024, ISBN 978-3-423-21857-3.
- Guten Morgen, Miss Happy. Roman. Rowohlt Verlag, Reinbek bei Hamburg 2018, ISBN 978-3-499-27604-0.

### Als Leon Morell
- Der sixtinische Himmel. Historischer Roman. Scherz Verlag, Frankfurt 2013, ISBN 978-3-502-10224-3.

### Übersetzungen
- Dave King: Homecoming. Roman. Aufbau Verlag, Berlin 2006, ISBN 3-351-03070-3.
- Leila Cobo: Der Himmel in deinen Augen. Roman. Aufbau Verlag, Berlin 2009, ISBN 978-3-7466-2473-0.
- Eliot Pattison: Der tibetische Verräter. Roman. Aufbau Verlag, Berlin 2009, ISBN 978-3-7466-2633-8.

## Belege
1. 1 2 3  Alexander Luigs: Lesungen – Gymnasium Philippinum Marburg – Autorenlesung mit Edgar Rai vom 28.01.2015. Abgerufen am 16. Februar 2022 (deutsch).
2. 1 2 3  Helmut Mauró: Roman über Remarque: Edgar Rais "Ascona". Rezension. In: süddeutsche.de. 21. Juli 2021, abgerufen am 16. Februar 2022.
3. 1 2 3 4  Erik Heier: "Im Licht der Zeit" von Edgar Rai – Ein Porträt. In: tip-berlin.de. 20. August 2019, abgerufen am 16. Februar 2022 (deutsch).
4. ↑  Der Autor im Gespräch. In: lovelybooks.de. Abgerufen am 16. Juni 2020.
5. ↑  Jörg Steinleitner: Ein heiteres Gespräch mit den Autoren Rai & Rath über ihren neuen Krimi „Bullenbrüder“. In: buchszene.de. 19. Juni 2017, abgerufen am 16. Februar 2022 (deutsch).
6. 1 2  Doppelte Spannung. In: buchjournal.de. 6. April 2017, abgerufen am 16. Februar 2022.
7. ↑  Elmar Krämer: Hörbuch "Der Wald ruft" - Abenteuerlustige Erdmännchen und sächselnde Wildschweine. In: deutschlandfunkkultur.de. 31. Mai 2021, abgerufen am 16. Februar 2022.
8. ↑  Edgar Rai über seinen brandneuen Kriminalroman “Halbschwergewicht”, buchmarkt.de, 13. April 2018, abgerufen am 14. April 2018.
9. ↑  Gold-/Platin-Datenbank des Bundesverbandes Musikindustrie, 5. Februar 2021.

| Personendaten    | Personendaten                                        |
| ---------------- | ---------------------------------------------------- |
| NAME             | Rai, Edgar                                           |
| KURZBESCHREIBUNG | deutscher Schriftsteller, Übersetzer und Buchhändler |
| GEBURTSDATUM     | 1967                                                 |
| GEBURTSORT       | Hessen                                               |